# Аеродром Делхи
Аеродром Индира Ганди је међународни аеродром Делхија, главног града Индије. Налази се 15km југозападно од Железничке станице Делхија, а 16km од центра града. Носи име по бившој премијерки Индије, Индири Ганди. То је највећи аеродром Индије од 2009. године, а у 2018. години је био 12. у свету и 6. у Азији по броју путника, када је кроз њега прошло око 70 милиона путника.

## Историјат
Аеродром Шафдарјунг је саграђен 1930. године и био је главни аеродром Делхија до 1962. Због великог броја путника, цивилне операције су пребачене на Аеродром Палам (касније Индира Ганди). Палам је саграђен током Другог светског рата, као база за Краљевско ратно ваздухопловство. Након што је Британија напустила Индију, аеродром је служио Индијском ратном ваздухопловству. Нови терминал са четири пута већом површином је саграђен, пошто стари није могао да поднесе толику количину путника. Овај терминал је отворен 2. маја 1986. и тада је промењен назив аеродрома.

## Писте
| 29/11 | 4430 m (14530 ft) | 60 m (200 ft) | CAT III-B / CAT III-B |
| 28/10 | 3810 m (12500 ft) | 46m (151 ft)  | CAT III-B / CAT I     |
| 27/09 | 2813m (9229 ft)   | 45m (148 ft)  | CAT I / CAT I         |

Да би се изборило са повећањем ваздушног саобраћаја, у плану је изградња четвре писте паралелне са три постојеће.

## Авио-компаније и дестинације
| Авио-компанија                | Дестинације |
| ----------------------------- | --- |
| Авиа трафик компани           | Бишкек |
| Аерофлот                      | Москва-Шереметјево |
| Азијана ерлајнс               | Сеул-Инчеон |
| Алиталија                     | Рим-Леонардо да Винчи Фијумићино |
| Алајанс ер                    | Алахабад, Батинда, Биканер, Чандигарх, Дехрадун, Дарамшала, Горакпур, Гвалиор, Индоре, Џабалпур, Џајпур, Џаму, Кулу, Лудијана, Пантнагар, Патанкот, Шимла |
| Аријана Афган ерлајнс         | Херат, Кабул, Кандахар |
| Биман Бангладеш ерлајнс       | Дака |
| Бритиш ервејз                 | Лондон-Хитроу |
| Бутан ерлајнс                 | Катманду, Паро |
| Верџин атлантик               | Лондон-Хитроу |
| Вистара                       | Ахмедабад, Амритсар, Багдогра, Бенгалор, Бубанесвар, Чандигарх, Ченај, Дибругарх, Гоа, Гувахати, Хајдерабад, Џаму, Кочи, Калкута, Лех, Лукнов, Мумбај, Порт Блер, Пуне, Ранчи, Раипур, Сринагар, Варанаси |
| Го ер                         | Ахмедабад, Багдогра, Бенгалор, Гоа, Гувахати, Хајдерабад, Џаму, Кочи, Калкута, Лех, Лукнов, Мале, Мумбај, Нагпур, Патна, Пукет, Порт Блер, Пуне, Ранчи, Сринагар |
| Галф ер                       | Бахреин |
| Друк ер                       | Катманду, Паро |
| Емирејтс                      | Дубаи |
| Ер Арабија                    | Шарјах |
| Ер Астана                     | Алмати, Нурсултан |
| Ер Индија                     | Агра, Ахмедабад, Амритсар, Аурангабад, Багдогра, Бахреин, Бангкок, Бенгалор, Бопал, Бубанесвар, Бирмингхам, Чандигарх, Ченај, Чикаго, Копенхаген, Коимбаторе, Коломбо, Дамам, Дубаи, Дургапур, Франкфурт, Гаја, Гоа, Гуавахати, Хонгконг, Хајдерабад, Имфал, Индоре, Џајпур, Џаму, Џедах, Џодпур, Кабул, Канур, Катманду, Кајурахо, Кочи, Калкута, Кожикоде, Лех, Лондон-Хитроу, Лукнов, Мадрид, Мале, Мелбурн, Милан-Малпенса, Мумбај, Маскат, Нагпур, Наџаф, Нандед, Њујорк-Џон Ф. Кенеди, Њуарк, Осака-Кансаи, Париз-Шарл де Гол, Патна, Порт Блер, Пуне, Рајпур, Рајкот, Ранчи, Ријад, Рим-Леонардо да Винчи Фијумићино, Сан Франциско, Сеул-Инчеон, Шангај-Пудонг, Сингапур, Сринагар, Стокхолм-Арланда, Сурат, Сиднеј, Тел Авив-Бен Гурињон, Тируванантапурам, Тирупати, Токио-Нарита, Удајпур, Вадодара, Варанаси, Беч, Вијајавада, Висакапатнам, Вашингтон-Далес, Јангон |
| Ер Индија експрес             | Абу Даби, Коимбаторе, Дубаи, Мадурај |
| Ер Канада                     | Торонто-Пирсон, Ванкувер |
| Ер Чајна                      | Пекинг-Капитал |
| Ер Франс                      | Париз-Шарл де Гол |
| Ер Маурицијус                 | Маурицијус |
| ЕрАзија Индија                | Багдогра, Бенгалор, Гоа, Гувахати, Хајдерабад, Имфал, Индоре, Калкута, Мумбај, Пуне, Ранчи, Сринагар |
| ЕрАзија Х                     | Куала |
| Етиопиан ерлајнс              | Адис Абеба |
| Етихад ервејз                 | Абу Даби |
| ИндиГо                        | Абу Даби, Ахмедабад, Амритсар, Багдогра, Бенгалор, Бопал, Бубанесвар, Чандигарх, Ченај, Коимбаторе, Дехрадун, Дибругарх, Димапур, Доха, Дубаи, Гоа, Горакпур, Гувахати, Хајдерабад, Имфал, Индоре, Истанбул, Џаипур, Џаму, Катманду, Кочи, Калката, Козикоде, Куала Лумпур, Лукнов, Мадурај, Мумбај, Нагпур, Патна, Пукет, Порт Блер, Пуне, Рајпур, Ранчи, Сринагар, Сурат, Тируванантапурам, Удајпур, Вадодара, Варанаси, Вијајавада, Висакхапатнам |
| Ираки ервејз                  | Багдад, Басра |
| Џапан ерлајнс                 | Токио-Нарита |
| КЛМ                           | Амстердам |
| Коријан ер                    | Сеул-Инчеон |
| Кувајт ервејз                 | Кувајт |
| ЛОТ пољске авио-линије        | Варшава |
| Луфтханза                     | Фракнфурт, Минхен |
| Катеј пасифик                 | Хонгконг |
| Чајна ерлајнс                 | Тајпеј-Таојуан |
| Чајна истерн ерлајнс          | Пекинг-Капитал, Шангај-Пудонг |
| Чајна садерн ерлајнс          | Гуангџоу, Санја |
| Финер                         | Хелсинки |
| Флајдубаи                     | Дубаи |
| Џазира ервејз                 | Кувајт |
| Махан ер                      | Техеран-Имам Комеини |
| Малезија ерлајнс              | Куала Лумпур |
| Малиндо ер                    | Куала Лумпур |
| Непал ерлајнс                 | Катманду |
| НокСкут                       | Банкгог-Дон Муеанг |
| Оман ер                       | Маскат |
| Пакистан интернашонал ерлајнс | Лахоре |
| Катар ервејз                  | Доха |
| Саудија                       | Џедах, Ријад, Медина |
| Сингапур ерлајнс              | Сингапур |
| Шандунг ерлајнс               | Џинан, Кунминг, Ћингдао |
| СпајсЏет                      | Алахбад, Адампур, Ахмедабад, Багдогра, Бенгалор, Бангкок, Бопал, Ченај, Коимбаторе, Дехрадун, Дарамшала, Дубаи, Гоа, Горакпур, Гувахати, Хонгконг, Хајдерабад, Џабалпур, Џаипур, Џаисалмер, Џаму, Џарсугуда, Кабул, Канпур, Кишангарх, Кочи, Калкута, Мадурај, Мумбај, Патна, Порт Блер, Пуне, Ширди, Сринагар, Сурат, Тируванантапурам, Удајпур, Варанаси |
| Шри Ланкан ерлајнс            | Коломбо |
| Свис интернашонал ерлајнс     | Цирих |
| Тај ервејз                    | Бангкок |
| Туркиш ерлајнс                | Истанбул |
| Туркменистан ерлајнс          | Ашгабат |
| Украјна ерлајнс               | Кијев |
| Јунајтед ерлајнс              | Њуарк, Сан Франциско |
| Узбекистан ервејз             | Ташкент |